# Meconopsis cambrica
Pour les articles homonymes, voir Pavot (plante) et Pavot (homonymie).
Espèce
Classification phylogénétique
Meconopsis cambrica, le Pavot du Pays de Galles ou Pavot jaune, parfois appelé Méconopsis du Pays de Galles ou Méconopside du Pays de Galles, est une espèce de plantes à fleurs de la famille des Papaveraceae originaire d'Europe de l'Ouest. Il pousse souvent (à l'état sauvage) dans les bois et forêts de pente ou des éboulis calcaires.

## Histoire
Selon les données phylogéographiques disponibles, il s'agit d'une plante qui pourrait être une relique de la flore du tertiaire.
Les populations de Grande-Bretagne, du Massif Central et des Pyrénées centrales et orientales se distinguent encore bien (génétiquement parlant) les unes des autres (hormis au sein des populations introduites). Des preuves génétiques montrent que l'espèce a persisté pendant une longue période avec une distribution très fragmentée et probablement très localisée.
A Viallanes en 1882 considérait « cette belle Papavéracée des bois montagneux » comme « rare, non seulement en France, mais encore dans le reste de l'Europe. Signalée en Angleterre (pays de Galles), en Espagne (Galice, Castille, Asturies), elle paraît manquer dans toute la partie orientale du continent européen, ne se trouve ni en Allemagne, ni en Suisse, ni en Italie. En France, elle est indiquée dans l'Yonne, la Nièvre, le haut Beaujolais, l'Auvergne, l'Hérault, les Pyrénées. La Côte-d'Or est très probablement sa dernière station à l'est de la France ».

## Répartition et habitats
C'est une espèce atlantique endémique à l'Europe de l'Ouest, qu’on peut encore localement rencontrer dans les régions situées autour du golfe de Biscaye, du pays de Galles et en Irlande. C'est une espèce plutôt atlantique, mais dont certaines populations se sont adaptées à la moyenne montagne (pré-Alpes par exemple) et y compris en forêt parfois et aux versants nord pyrénéens. Pearsall la cite en 1918 dans la flore d'un marais constitué sur d'anciennes moraines près d'un lac aux eaux acides.
C'est la seule espèce de ce genre en Europe (les autres sont en Chine et Himalaya). Les analyses génétiques laissent penser que les différentes populations sauvages descendent de populations qui ont survécu dans différents refuges climatiques (refuges glaciaires lors des glaciations successives).
La génétique de l'espèce pourrait avoir été troublée par des introductions et croisements de populations, délibérés ou accidentels du fait des activités humaines.
Ainsi en Grande-Bretagne, l'espèce est devenue rare et considérée comme en déclin pour ce qui concerne les souches autochtones, mais elle devient de plus en plus fréquente depuis quelques décennies en tant que « évadée de jardin ». Les souches introduites dans les jardins anglais semblent provenir des Pyrénées centrales et orientales plutôt que des sites britanniques indigènes et des flux de gènes et hybridations sont attendus entre ces différentes origines.

## Statut de protection
L'espèce est protégée dans les régions suivantes : Auvergne, Bourgogne, Limousin, Midi-Pyrénées et Rhône-Alpes.

## Description

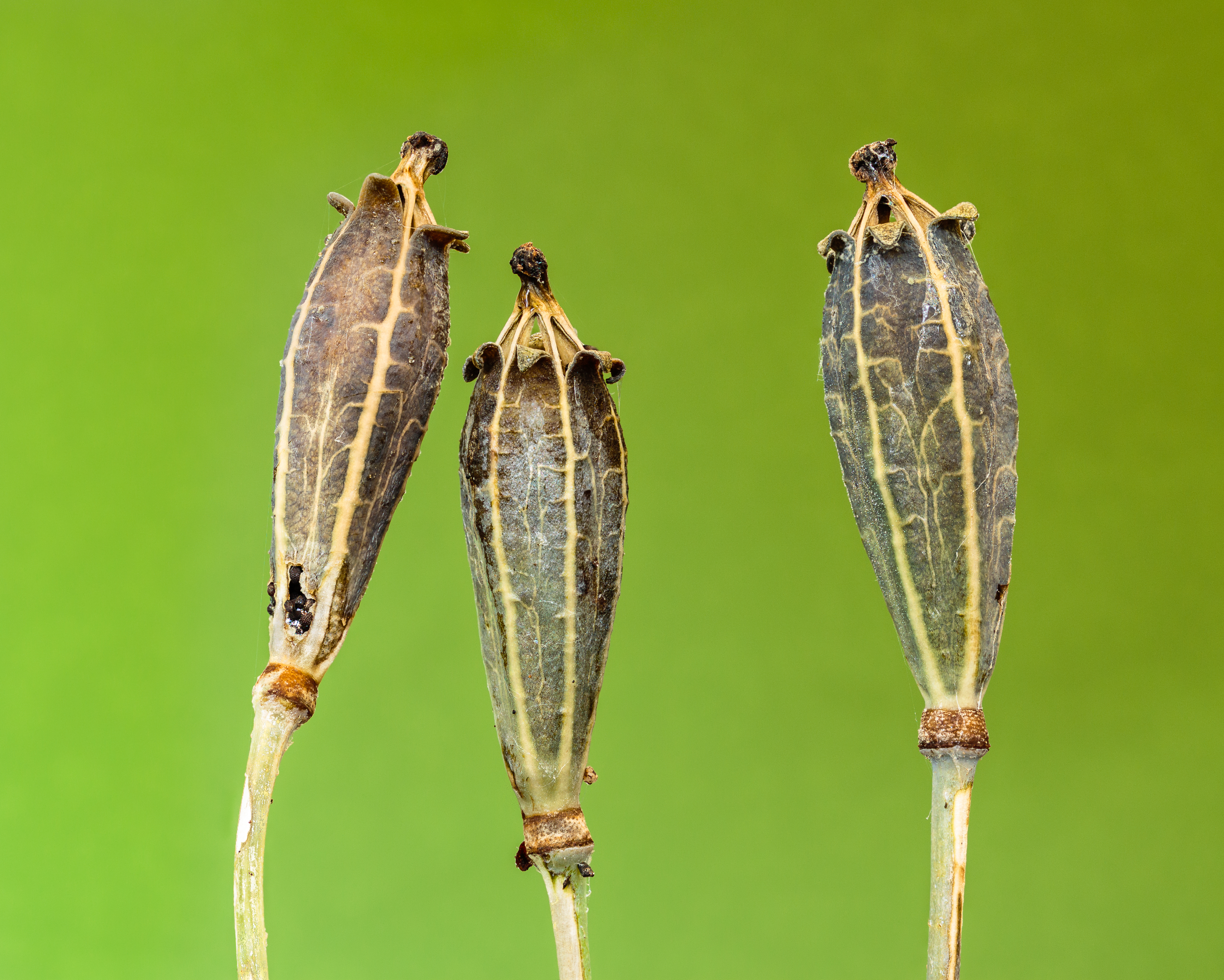
Capsules de Meconopsis cambrica contenant les graines de la plante.

- Plante vivace, haute de 30 à 80 cm, légèrement velue, exposition mi-ombre, commune dans les Pyrénées
- suc laiteux (jaunes selon certains auteurs anciens[9]) et éventuellement allergène[10]
- Feuilles composées, légèrement velues (glauques sur le dessous), radicales profondément découpées, lobées à long pétiole. Feuilles supérieures semblables à pétiole plus court.
- Fleurs jaunes, 50 à 70 mm de diamètre à 4 pétales et 2 sépales (assez éphémères).
- Fruits : capsule glabre de 15 à 25 mm qui s'ouvrent à leur sommet à maturité.

## Sciences citoyennes et participatives
Tela botanica a lancé une opération de cartographie collaborative de cette espèce en juin et juillet 2015 (Mission Flore 2015),« sans récolter d’échantillons ni endommager les plantes ou le milieu ».
Cette opération vise à améliorer la connaissance de l'espèce par les botanistes, conservatoires botaniques et DREALs concernés, ainsi que le SINP (système d’information sur la nature et les paysages) qui manque d'informations récentes notamment pour le Languedoc Roussillon. Il s'agit aussi d'« aider à la préservation des zones naturelles » où vit cette plante et faciliter d'éventuelles mesures de restauration, protection ou gestion de l'espèce.

## Taxonomie
La dénomination Cambrica meconopsis est encore discutée. Ainsi Kadereit, Preston & Valtueña ont proposé en 2011, sur la base d'une reconstruction phylogénétique, de redonner son ancien nom (Papaver cambricum L.) à l'espèce alors que la lignée asiatique de Meconopsis devrait être traitée comme un genre indépendant.
Fairbairn & Williamson en 1978 ont constaté que Meconopsis cambrica synthétise de l'acide méconique, comme les pavots, alors que les autres Meconopsis n'en produisent pas.

## Galerie

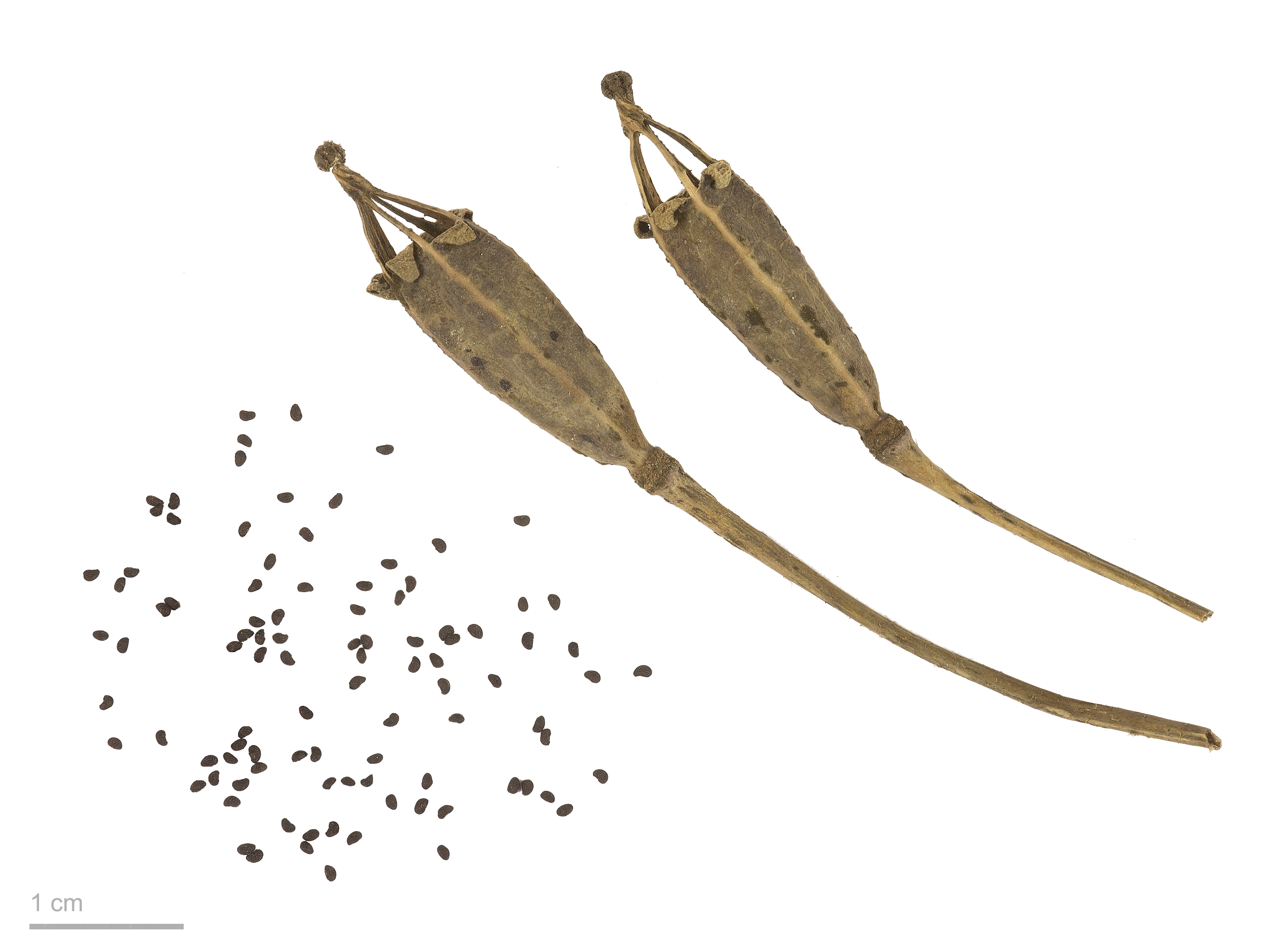
Capsule et graines de Meconopsis cambrica (muséum de Toulouse).
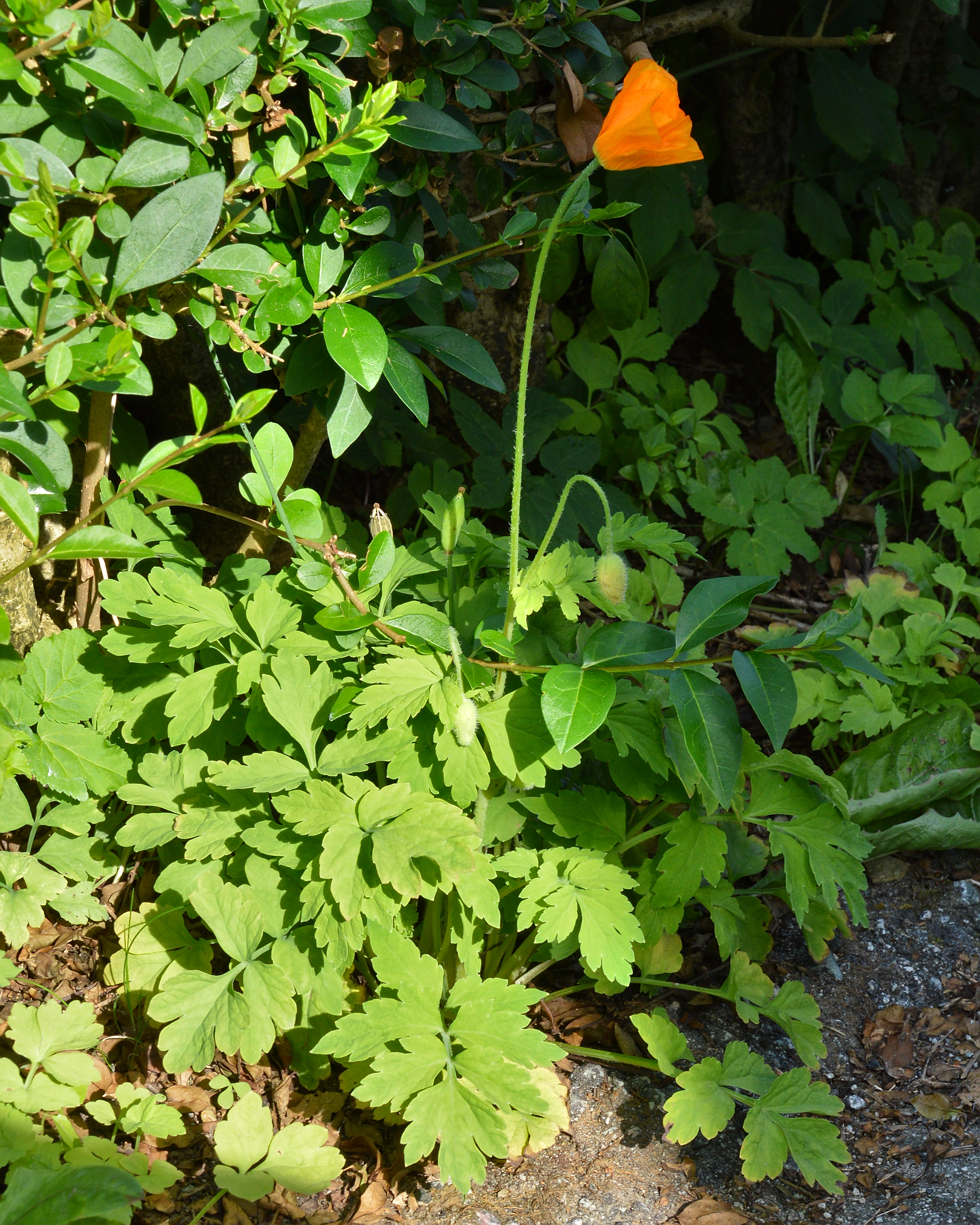
Fleur et feuillage de Meconopsis cambrica.
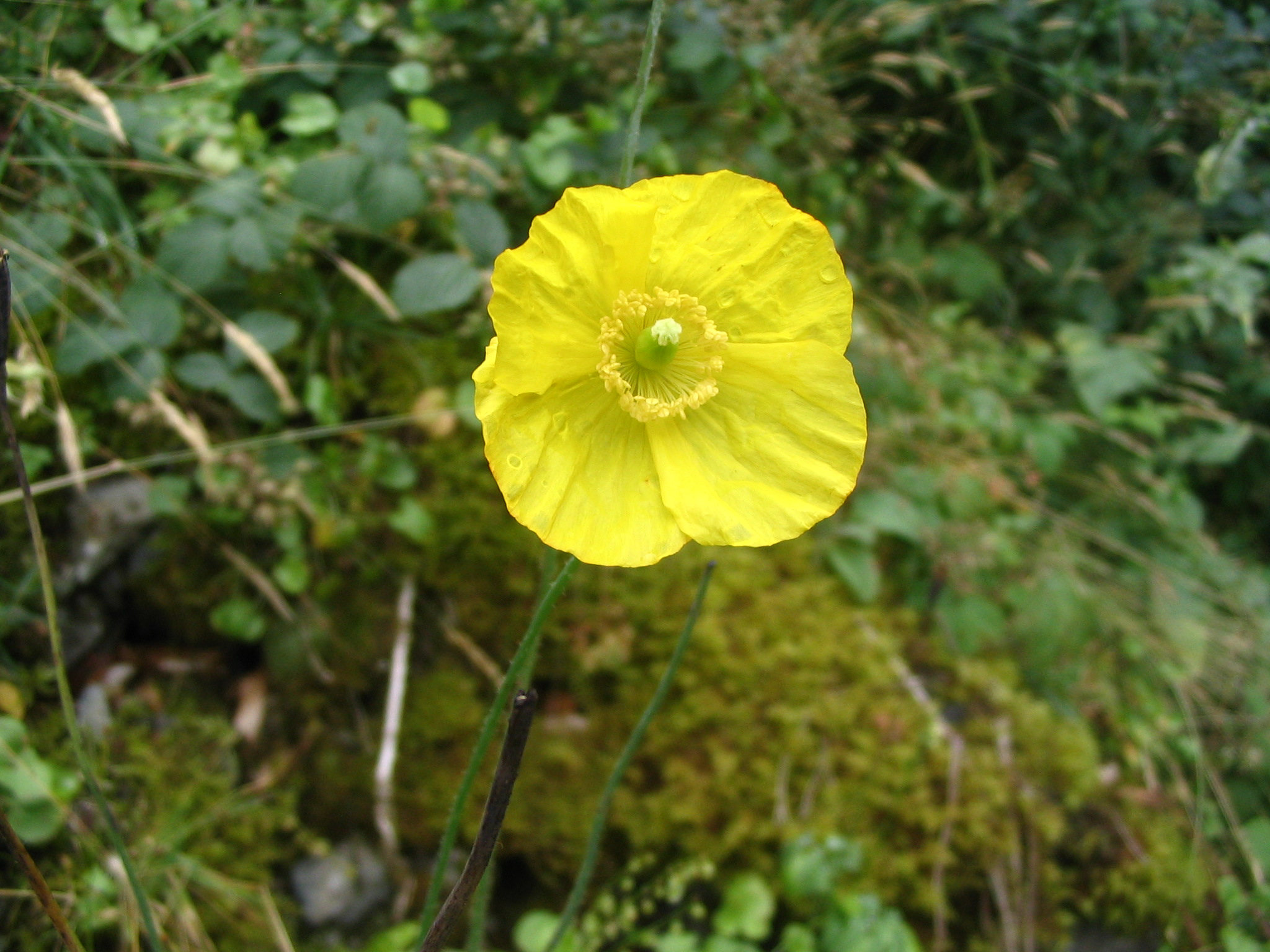
Fleur de Meconopsis cambrica en sous-bois dans les Pyrénées.
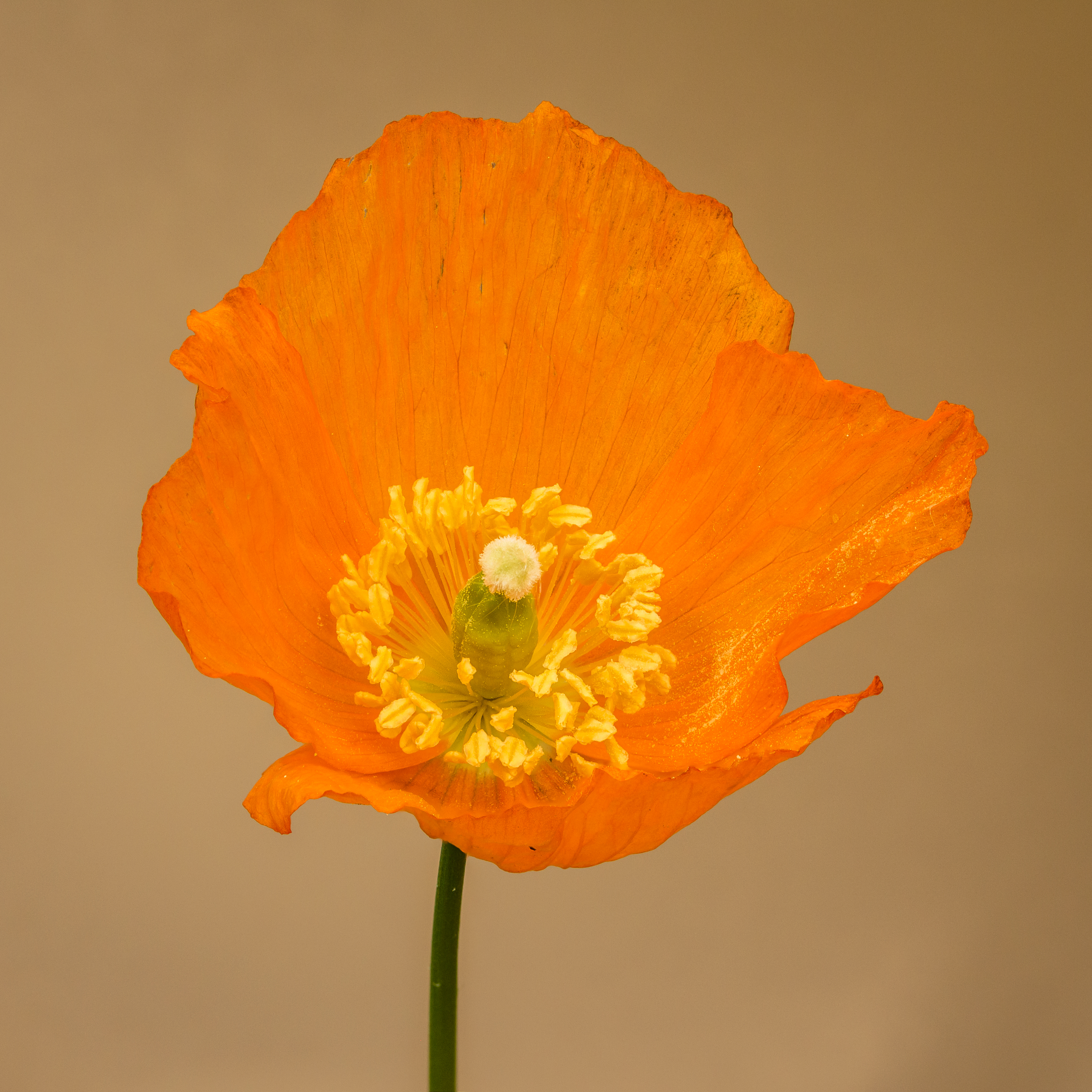
Fleur de Meconopsis cambrica.